# Castelo de Rotherfield Greys

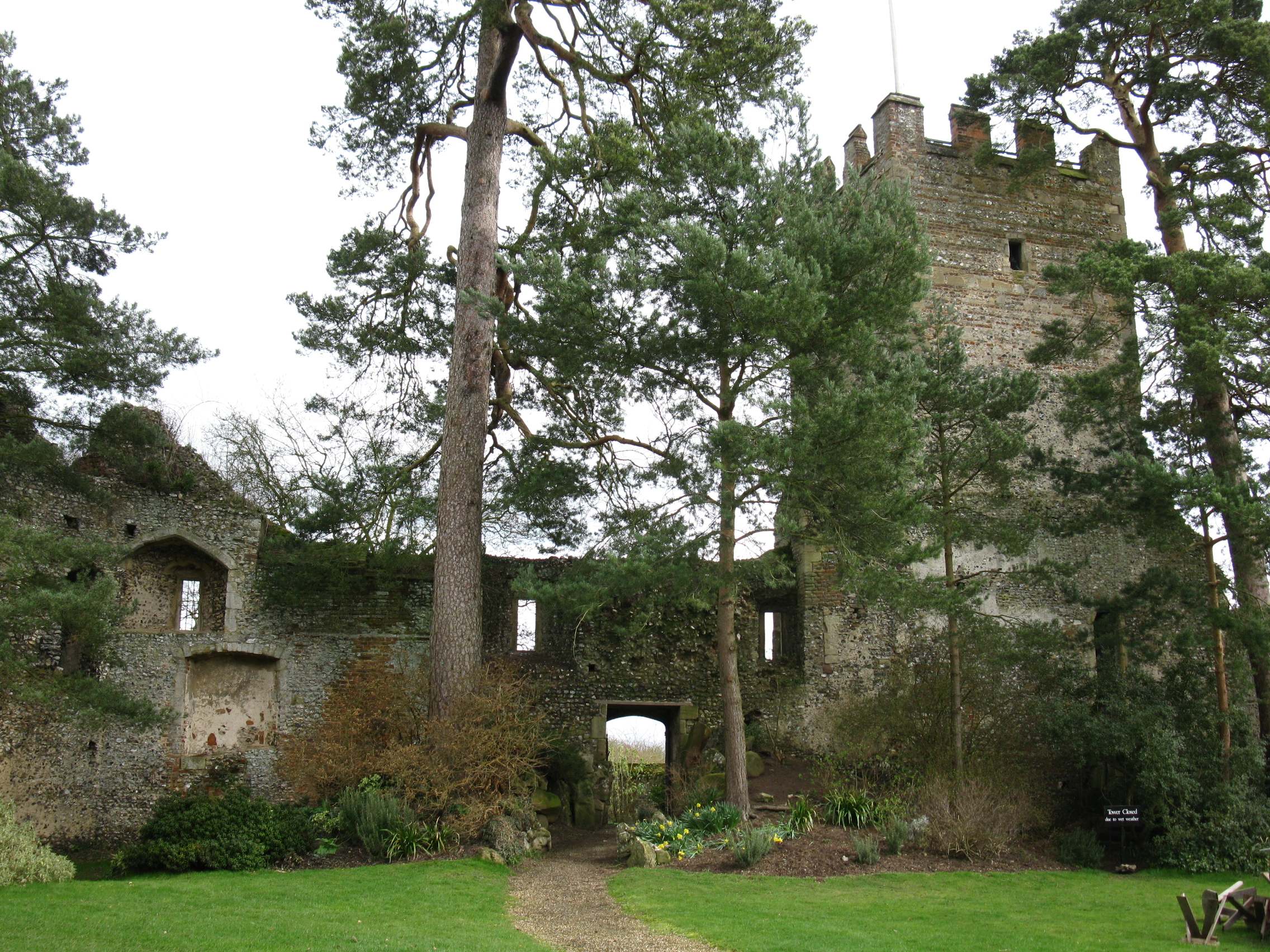
Grande Torre, Grays Court, Rotherfield Greys, Oxfordshire

O Castelo de Rotherfield Greys é uma mansão fortificada do século XIV construída em Rotherfield Grays, em Oxfordshire, na Inglaterra. Apenas as ruínas de uma única torre e uma secção da parede do castelo sobrevivem, da qual está associada a Grays Court, uma casa de campo Tudor. O castelo é propriedade do National Trust.
É um edifício listado com o Grau I, juntamente com o resto do Grays Court.